# Clito bibulus
Clito bibulus är en fjärilsart som beskrevs av Riley 1929. Clito bibulus ingår i släktet Clito och familjen tjockhuvuden. Inga underarter finns listade i Catalogue of Life.